# Charadraula cassandra
Charadraula cassandra is een vlinder uit de familie dominomotten (Autostichidae). De wetenschappelijke naam is voor het eerst geldig gepubliceerd in 1967 door Gozmany.
Deze vlinder komt voor in Europa.